# The Asteroids Galaxy Tour
The Asteroids Galaxy Tour er et dansk pop/rock-band bestående af Mette Lindberg og Lars Iversen. Når bandet optræder live, er Mikkel Baltser Dørig, Simon Littauer og Rasmus Littauer med på scenen på hhv. guitar, keyboard og trommer. Bandet er forholdsvis ukendt i Danmark, men har oplevet stor succes i udlandet. I 2014 spillede The Asteroids Galaxy Tour for flere tusinde tilskuere på Lowlands Festivalen i Nederlandene. Til sammenligning oplevede bandet i 2012 at spille for 15 tilskuere i Kolding.

## Gennembrud
Bandet mener selv, at den manglende succes i Danmark og store succes i udlandet kan tilskrives to sange fra gruppens debutalbum, der blev brugt til internationale reklamefilm. "Around The Bend" blev brugt i en Apple iPod Touch reklame. i USA, og sangen "The Golden Age" blev brugt i en international reklame for bryggeriet Heineken. Ingen af disse reklamer er dog blevet vist i Danmark.
Reklamen for iPod Touch var med til at kickstartede bandets karriere. Men inden reklamen for Apple var det igennem Lars Iversens netværk, der talte David Enthoven, at bandet fik sine første job. Det første job nogensinde var som opvarmning for Amy Winehouse i Vega.
I løbet af 2009 fik bandet jobbet som opvarmningsband for Katy Perry på hendes europa-turne. Bandet har siden opnået succes og er ikke længere opvarmningsband for andre, men spiller som hovednavnet. 

## Udgivelser

### Studiealbum
| Album titel       | Album detaljer                                                                                      |
| ----------------- | --------------------------------------------------------------------------------------------------- |
| Fruit             | - Udgivet: 21. september 2009 - Pladeselskab: Small Giants - Format: CD, Digital download, Vinyl    |
| Out of Frequency  | - Udgivet: 31. januar 2012 - Pladeselskab: BMG Rights[5] - Format: CD, Digital download, Vinyl      |
| Bring Us Together | - Udgivet: 15. september 2014 - Pladeselskab: Hot Bus Records - Format: CD, Digital download, Vinyl |

### EP'er
- The Sun Ain't Shining No More EP
- The Sun Ain't Shining No More (remixes) EP
- Around the Bend EP
- Live Session EP (iTunes exclusive)
- The Golden Age EP

### Singler
| År   | Titel                           | Album             |
| ---- | ------------------------------- | ----------------- |
| 2008 | "The Sun Ain't Shining No More" | Fruit             |
| 2009 | "Around the Bend"               | Fruit             |
| 2011 | "Major"                         | Out of Frequency  |
| 2011 | "Heart Attack"                  | Out of Frequency  |
| 2014 | "My Club"                       | Bring Us Together |